# Пачинское сельское поселение (Кемеровская область)
Пачинское се́льское поселе́ние — упразднённое муниципальное образование в Яшкинском районе Кемеровской области Российской Федерации.
Административный центр — село Пача.

## История
Статус и границы сельского поселения установлены Законом Кемеровской области от 17 декабря 2004 года № 104-ОЗ «О статусе и границах муниципальных образований»

## Население
| 2010  | 2011  | 2012  | 2013  | 2014  | 2015  | 2016  |
| ----- | ----- | ----- | ----- | ----- | ----- | ----- |
| 1715  | ↘1713 | ↘1688 | ↘1672 | ↘1642 | ↘1628 | ↗1631 |
| 2017  | 2018  | 2019  |       |       |       |       |
| ↘1591 | ↘1556 | ↘1516 |       |       |       |       |

## Состав сельского поселения
| № | Населённый пункт | Тип населённого пункта       | Население |
| - | ---------------- | ---------------------------- | --------- |
| 1 | Миничево         | деревня                      | 9         |
| 2 | Морковкино       | деревня                      | 174       |
| 3 | Нижнеяшкино      | село                         | 265       |
| 4 | Пача             | село, административный центр | 1203      |
| 5 | Синеречка        | деревня                      | 64        |